# Selección de fútbol sub-17 del Sudán
La Selección de fútbol sub-17 de Sudán, conocida también como la Selección infantil de fútbol de Sudán, es el equipo que representa al país en la Copa Mundial de Fútbol Sub-17 y en el Campeonato Africano Sub-17, y es controlada por la Asociación de Fútbol de Sudán.

## Estadísticas

### Campeonato Africano Sub-17
- 1995 : 1.ª Ronda
- de 1997 a 2003 : No participó
- de 2005 a 2023 : No clasificó

### Mundial Sub-17
- de 1985 a 1989 : No participó
- 1991 : Fase de grupos
- de 1993 a 2023 : No clasificó